# Pereskia grandifolia

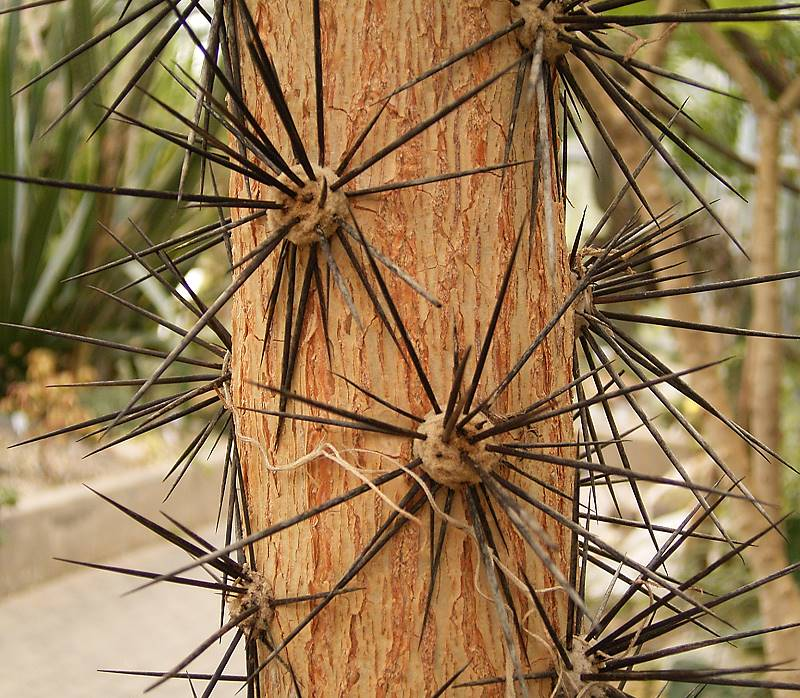
Areolen und Dornen

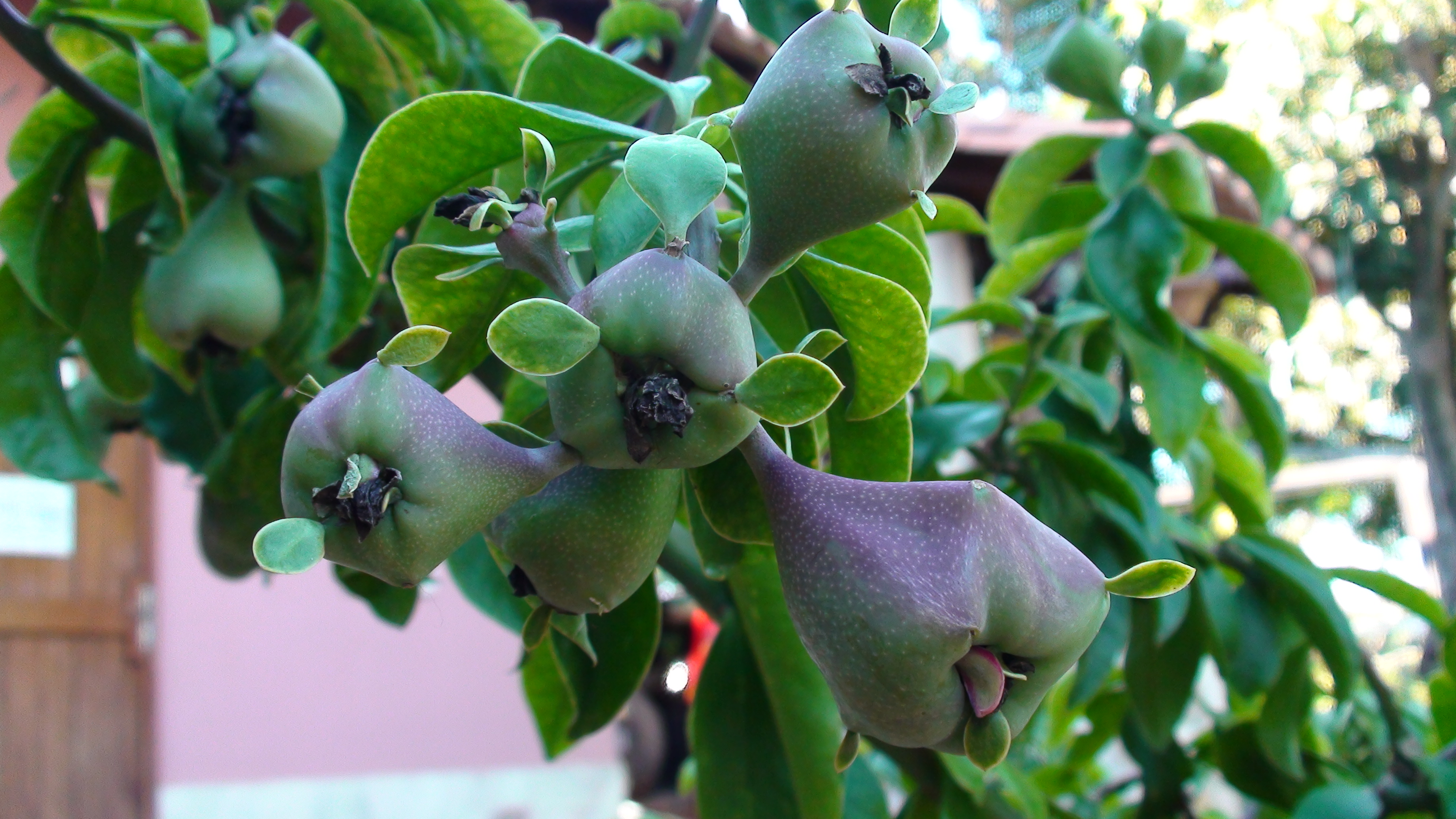
Früchte

Pereskia grandifolia ist eine Pflanzenart in der Gattung Pereskia aus der Familie der Kakteengewächse (Cactaceae). Das Artepitheton grandifolia leitet sich von den lateinischen Worten grandis für ‚groß‘ sowie -folius für ‚-blättrig‘ ab. Portugiesische Trivialnamen sind „Guamacho Morado“, „Ora Pro Nobis“, „Quiabento“ und „Sabonete“.

## Beschreibung
Pereskia grandifolia wächst strauchig oder baumförmig mit aufrechten oder überhängenden Zweigen und erreicht Wuchshöhen von 2 bis 5 Metern. Es werden gräulich braune, raue Stämme von bis zu 20 Zentimetern Durchmesser ausgebildet. Die elliptischen bis verkehrt eiförmigen oder lanzettlichen Laubblätter sind gestielt und von unterschiedlicher Größe. Die Blattspreite ist 9 bis 23 Zentimeter lang, 4 bis 6 Zentimeter breit und 0,5 bis 1,2 Zentimeter dick. Die fiederförmigen Blattadern weisen 7 bis 13 Seitenverzweigungen auf. An der Unterseite steht die Mittelrippe hervor. An dünnen Zweigen entspringen bis zu 8 Dornen aus einer Areole, die auch fehlen können. Sie stehen in Bündeln oder sind ausgespreizt. An älteren Zweigen und am Stamm können 25 bis 90 Dornen je Areole vorhanden sein, die 2 bis 6,5 Zentimeter lang werden können.
Die rosafarbenen, hellrosafarbenen oder mehr oder weniger purpurroten Blüten stehen in endständigen oder seitlichen Blütenständen aus 10 bis 15 (selten bis zu 30) Einzelblüten zusammen. Ihr Blütenstiel ist bis zu 3 Zentimeter lang. Sie erreichen Durchmesser von 3 bis 5 Zentimeter. Der Blütenboden ist kreiselförmig und weist Kanten oder Furchen und erhabene Höcker auf. Die birnen- bis kreiselförmigen Früchte stehen meist in Gruppen zusammen. Sie sind 5 bis 10 Zentimeter lang und weisen Durchmesser von 3 bis 7 Zentimeter auf. Bei Reife sind sie grün bis gelb.

## Verbreitung, Systematik und Gefährdung
Pereskia grandifolia ist in Brasilien verbreitet.
Die Erstbeschreibung erfolgte 1819 durch Adrian Hardy Haworth. Nomenklatorische Synonyme sind Cactus grandifolius (Haw.) Link (1822) und Rhodocactus grandifolius (Haw.) F.M.Knuth (1936). Taxonomische Synonyme sind Pereskia grandiflora Pfeiff. (1837), Pereskia ochnacarpa Miq. (1838), Pereskia rosea Hort. ex A.Dietr. (1851), Pereskia tampicana F.A.C.Weber (1898) und Rhodocactus tampicanus (F.A.C.Weber) Backeb. (1958).
Es werden die folgenden Unterarten unterschieden:
- Pereskia grandifolia subsp. grandifolia
- Pereskia grandifolia subsp. violacea (Leuenb.) N.P.Taylor & Zappi

Pereskia grandifolia wird in der Roten Liste gefährdeter Arten der IUCN als „Least Concern (LC)“, d. h. nicht gefährdet eingestuft.

## Nachweise